# Saint-Phalle & Co.
Saint-Phalle & Co. est une ancienne banque d'investissement américaine, fondée à New York en 1919 par les frères Saint-Phalle, d'origine française. Forte de plusieurs filiales dans le monde, elle disparaît en 1977.

## Histoire
En 1919, les frères François (1885-1932), Bernard (1886-1960), Henri (1889-1969), et Claude (1894-1987)  de Saint-Phalle, fondent la société Saint-Phalle & Co. à Manhattan, au 11 Wall Street, qui se spécialise dans le courtage et la gestion de portefeuille. Ils seront rejoint plus tard par leurs deux autres jeunes frères, Alexandre (1900-1990) et André (1906-1967).
En novembre 1925, elle possède une filiale à Londres, dénommée « Saint-Phalle Ltd », siégeant à York House, sur Lower Regent Street, une filiale à Paris, au 45 rue de la Chaussée-d'Antin, et à Bruxelles, au 8 rue de la Collégiale. Entre 1928 et 1929, deux autres filiales ouvrent, d'abord à Berlin, puis à Zurich,. 
En avril 1929, le Time rapporte que Saint-Phalle & Co., qui fait office de courtier, affiche un capital de 33 millions de dollars, et devient la première société au monde à mettre en place une cotation, au New York Stock Exchange, selon un procédé électrique, et donc automatisé, réduisant considérablement le temps d'affichage de la valeur des actions. En août suivant, la banque ouvre une ligne TSF transatlantique entre New-York et Le Havre, opérationnel à bord de trois paquebots de la Compagnie générale transatlantique.

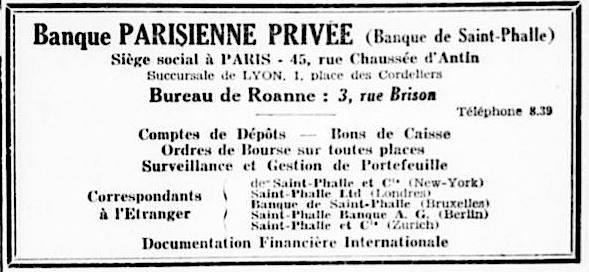
Publicité pour la banque (Roanne, 1930).

Après le krach boursier d'octobre 1929, mise en difficulté, Saint-Phalle & Co. (New York) fait entrer un nouveau groupe d'associés, Lister, Cook & Kurth. La famille Saint-Phalle décide en 1930, de fonder à Paris, la Banque parisienne privée (BPP) — qui remplace la banque de Saint-Phalle —, toujours basée rue de la Chaussée-d'Antin, et qui communique sur ses filiales, dans le cadre du groupe Saint-Phalle. Prises dans la tourmente de la crise financière qui gagne l'Europe, les filiales connaissent en 1932, une série de liquidations, après la mort soudaine, en mars, de François de Saint-Phalle, qui était le président de la holding bancaire. Son frère, Claude, devient le nouveau président. En avril, faisant face à de trop importantes demandes de créanciers, la BPP décide de suspendre momentanément ses opérations. Dans le même temps, Saint-Phalle & Co., à New York, annonce qu'elle rompt ses liens d'affaires avec la BPP. Entre mai et juin, la filiale suisse est mise en liquidation, affaire qui déclenche une polémique, la BPP, également en liquidation, se trouvant accusée de chercher à dissimuler des capitaux en Suisse. Le Congrès américain, en juin 1933, fait passer la loi bancaire (Glass-Steagall Act) qui sépare les activités de dépôt et de courtage : le groupe Saint-Phalle est dans l'obligation de se restructurer.
La banque est encore active après 1945, puisqu'elle exerce à Paris au 9 rue Boissy-d'Anglas et qu'elle possède également une société à New York, située 37 Wall Street. 
En 1949, elle finance le lancement du magazine Radar dirigé par l'ancien résistant André Beyler.
En 1952, éclate un scandale dans le milieu de l'industrie cinématographique, quand Abel Gance voulut faire financer son nouveau projet, La Divine Tragédie, et se vit remettre un important chèque tiré sur la banque Saint-Phalle, et qui s'avéra sans provision. 
En 1966, Saint-Phalle & Co. fusionne avec le fonds d'investissement que dirige Donald Stralem (en) (1903-1976), et devient Stralem, Saint-Phalle & Co., administré un temps par Thibaut de Saint Phalle (en),.
Cette structure disparaît le 21 avril 1971. À Paris, est fondée en 1973, la Compagnie parisienne de banques, dans les locaux de la rue Boissy-d'Anglas, confiée en gérance à Ludovic Piel, Pierre Roux et André Beyler, qui se retrouvent en 1973 à porter plainte contre Alexandre de Saint-Phalle ; la banque cesse en 1977 toute activité,.